# Erik Nilsson (träsnidare)

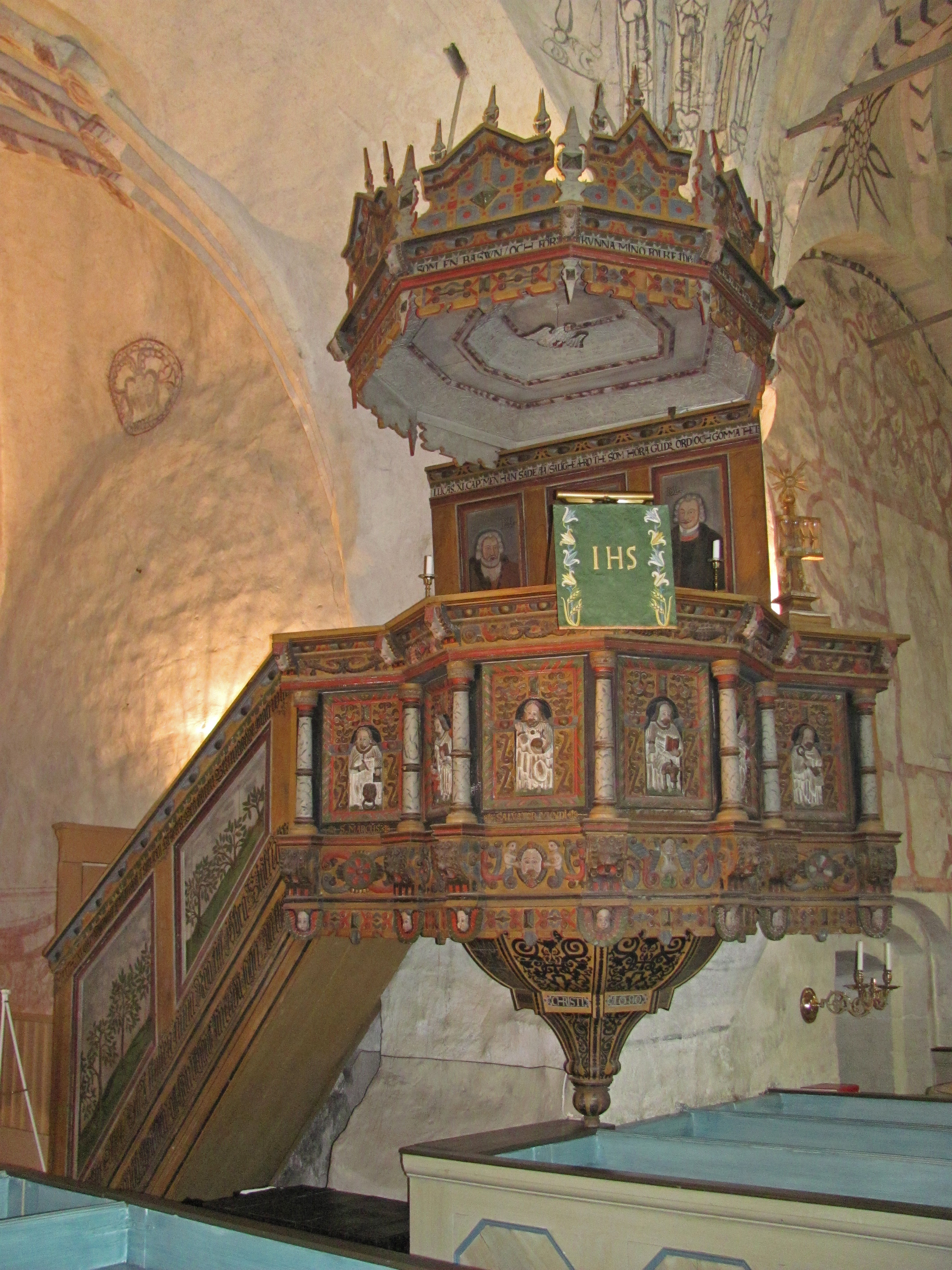
Predikstolen i Säby kyrka, utförd av Erik Nilsson.

Erik Nilsson var en svensk snickare och träsnidare verksam i slutet på 1600-talet.
Erik Nilsson var från Hedtorpet i Fläckebo socken. Om hans liv i övrigt finns inga uppgifter men man vet att han var verksam som snickarmästare i ett antal västmanländska kyrkor på 1670-talet. För Hölö kyrka utförde han en predikstol 1672 som troligen var skänkt av Ebba Brahe. Han utförde även utsmyckningar i Tillberga kyrka, Fläckebo kyrka, Säby kyrka, Sura kyrka samt Övergrans kyrka och Kalmar kyrka i Uppland. Hans arbeten är utformade enligt bergslagsträsnidarnas tradition i en konservativ allmogestil. 